# پال‌هازا
پال‌هازا (به مجاری:  Pálháza) یک منطقهٔ مسکونی در مجارستان است که در بورشود-آبااوی-زمپلن واقع شده‌است. پال‌هازا ۶٫۷۵ کیلومتر مربع مساحت و ۱٬۰۰۰ نفر جمعیت دارد.